# グローブ温度
グローブ温度（グローブおんど、英: globe temperature）とは、仮想黒体の球（グローブ温度計）を用いて測られる温度。黒球温度（こっきゅうおんど）とも呼ばれる。周囲からの熱輻射による影響を観測するために用いられる。気流が静穏な状態では、作用温度とほぼ一致する。放射の影響を受けやすい場所の環境温度を測り、人体や生物への影響を調べる。
グローブ温度計は、直径15 cmの薄い銅板製で表面に黒のつや消し塗装が施された球の、中心に温度計を内蔵している。